# نرخ فرار کرامرز

نمودار یک پتانسیل بر حسب مکان با نقطهٔ شبه‌پایدار A، نقطهٔ ناپایدار B، و بخش رانشی C. سد انرژی برای گذر از A به B برابر با است.

در فیزیک آماری، نرخ فرار کرامرز رابطه‌ای برای محاسبهٔ آهنگ خروج ذرات از یک حالت شبه‌پایدار بر اثر افت‌وخیزهای گرمایی است.
این رابطه به نام هندریک آنتونی کرامرز فیزیک‌دان هلندی نام‌گذاری شده است.
بر اساس رابطهٔ کرامرز، آهنگ فرار ذره‌ها از نقطهٔ شبه‌پایدار A در پتانسیل {\displaystyle U(x)} (تصویر روبه‌رو) به نقطه‌هایی با {\displaystyle x>x_{C}} برابر است با
{\displaystyle r={\frac {D}{2\pi k_{\mathrm {B} }T}}[U''(x_{A})|U''(x_{B})]^{1/2}\exp(-E_{b}/k_{\mathrm {B} }T).}
در این جا {\displaystyle D} ضریب واپخش، {\displaystyle k_{\mathrm {B} }T} انرژی افت‌وخیزهای گرمایی، {\displaystyle U''(x)} مشتق دوم مکانی پتانسیل، و {\displaystyle E_{b}} نشان‌دهندهٔ بزرگی سد انرژی بین نقطه‌های A و B است.